# Nakajima A6M2-N
Nakajima A6M2-N (яп. 中島 二式水上戦闘機) — серійний поплавковий винищувач Імперського флоту Японії періоду Другої світової війни.
Кодова назва союзників — «Руф» (англ. Rufe).

## Історія створення

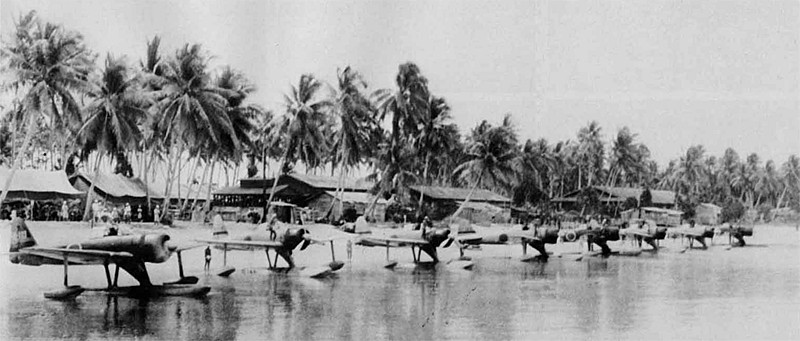
Літаки Nakajima A6M2-N в південній частині Тихого океану

Командування Імперського флоту Японії, плануючи проведення великих десантних операцій зі захоплення Філіппін, Яви, Борнео, Суматри та багатьох інших дрібніших островів, прийшло до висновку, що найважливішою умовою успішного проведення цих операцій буде авіаційна підтримка. Оскільки для виконання цих задач використання авіації наземного чи палубного базування буде не завжди можливе, було прийняте рішення прийняти на озброєння новий тип літака — поплавковий винищувач. Такі машини повинні були забезпечувати винищувальне прикриття десантних операцій до моменту захоплення сухопутних аеродромів та перебазування на них літаків наземного базування. Також, планувалось, що поплавкові винищувачі будуть базуватись на невеликих островах, де будівництво аеродромів буде неможливим або недоцільним.
Восени 1940 року було сформоване технічне завдання «15-Сі» на будівництво нового винищувача-гідроплана, яке було передане фірмі «Каванісі». Досить швидко її спеціалістами був розроблений прототип N1K1, але щоб довести його до стадії серійного виробництва, треба було не менше 2 років. Враховуючи можливий конфлікт із США та плани численних десантних операцій, флот не міг чекати стільки часу. Тому флот доручив фірмі «Накадзіма» перепроєктувати палубний винищувач Mitsubishi A6M2, який вона випускала, в поплавковий гідролітак. Для цього було сформоване технічне завдання «16-Сі».
В лютому 1941 року інженери Ніітаке та Тажзіма розпочали створювати новий літак, взявши за основу планер A6N2 Модель 11. Новий літак отримав позначення A6N2-N. Озброєння та силова установка A6N2 залишились ті самі, а замість колісного шасі були встановлені три поплавки — основний, запозичений у Nakajima E8N, який кріпився до фюзеляжу за допомогою пілона та V-подібної стійки; а також два невеликі стабілізуючі поплавки під крилами. Оскільки літак не мав використовуватись на авіаносцях, складені крила було замінені на звичайні. Підвішування додаткових палубних баків не передбачалась — для цього планувалось використовувати центральний поплавок.
Прототип здійснив перший політ 7 грудня 1941 року. Після завершення випробувань 2 липня 1942 року літак був запущений у серійне виробництво. Він отримав позначення «Винищувач-гідролітак Тип 2 Модель 11 (A6N2-N Модель 11)».

## Тактико-технічні характеристики

### Технічні характеристики
- Екіпаж: 1 особа
- Довжина: 10,10 м
- Розмах крила: 12,00 м
- Площа крила: 22,44 м²
- Маса порожнього: 1 912 кг
- Маса спорядженого: 2 460 кг
- Максимальна злітна маса:2 880 кг
- Навантаження на крило: 109.7 кг/м²
- Двигуни: Nakajima NK1C Sakae 12
- Потужність: 950 к. с.
- Питома потужність: 2.6 кг/к.с.

### Льотні характеристики
- Максимальна швидкість: 435 км/г на висоті 5 000 м
- Крейсерська швидкість: 296 км/г
- Практична дальність: 1 780 км
- Практична стеля: 10 000 м
- Швидкість набору висоти: на 5000 м за 6 хв. 43 с.

### Озброєння
- Кулеметне:2 × 7,7 мм кулемети «Тип 97»
- Гарматне: 2 х 20-мм гармата «Тип 99»
- Бомбове навантаження:
  - до 120 кг бомб

## Модифікації
- А6М2-N — прототип; модифікация Mitsubishi А6М2, модель 11; встановлені поплавки; збільшене хвостове вертикальне оперення (1 екз.);
- A6M2-N модель 11 — серійна версія поплавкового винищувача (326 екз.).

## Історія використання

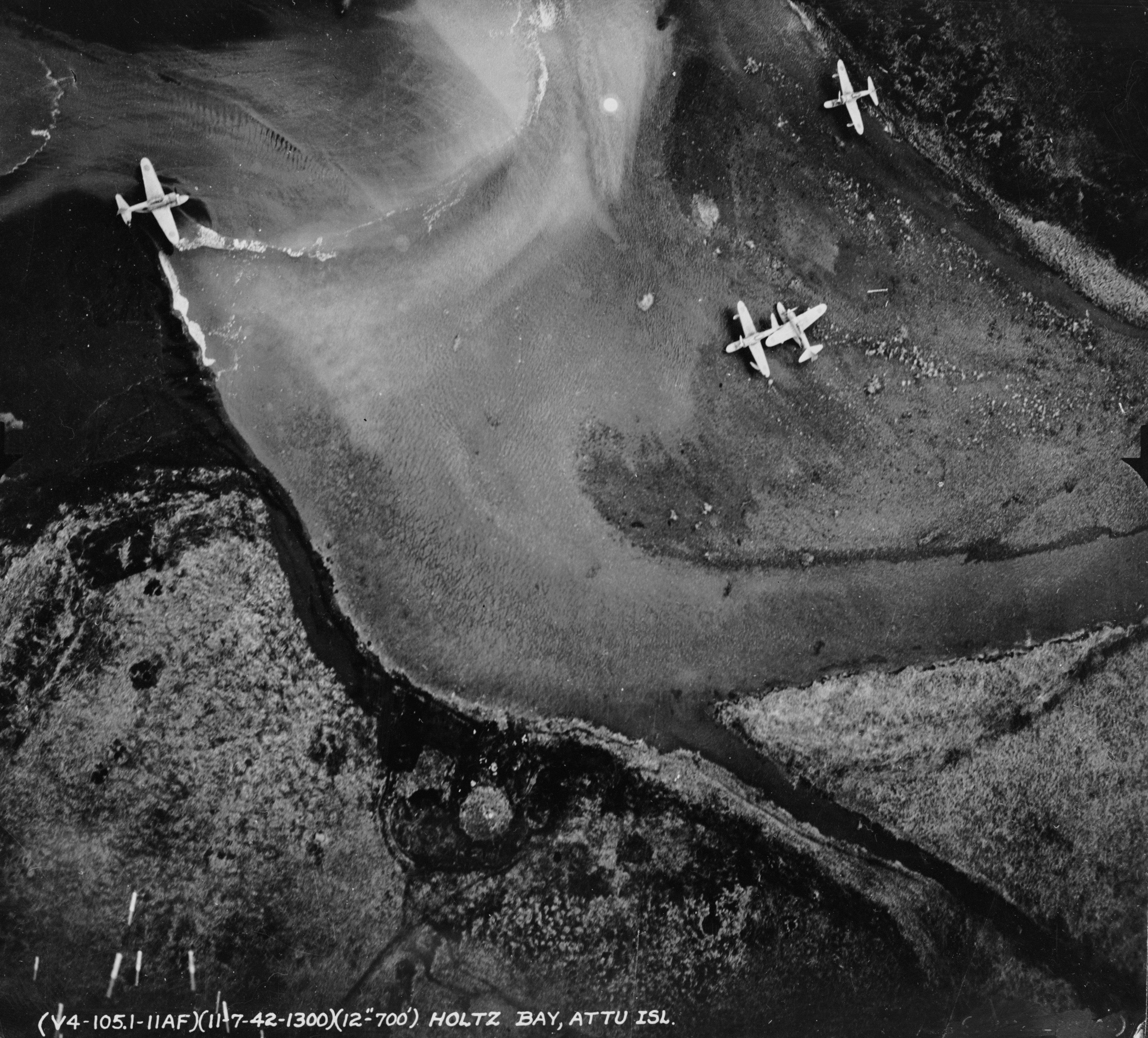
Чотири A6M2-N в затоці на острові Атту (Алеутські острови). Алеутська операція. 1942 рік

Попри збільшення маси, та більший аеродинамічний опір, Nakajima A6M2-N став досить швидкісним та маневровим літаком. В результаті машини цього типу знищували не тільки розвідувальні літаки противника, але деколи навіть класичні винищувачі і навіть важкі бомбардувальники B-17 та B-24.
Починаючи з серпня 1942 року, в міру того, як американці вводили у стрій велику кількість нових винищувачів, A6M2-N стали переводити в другу лінію та на другорядні ділянки фронту. До кінця війни вони використовувались переважно для підготовки пілотів на поплавковий винищувач Kawanishi N1K1, але часом вони діяли з бази на озері Біва як перехоплювачі, захищаючи центральну частину острова Хонсю.
Загалом під час війни на Тихому океані винищувач Nakajima A6M2-N не став таким знаменитим, як «Зеро». Але великою мірою це було зумовлено тим, що літаку, призначеному для підтримки десантних операцій, довелось виконувати невластиві задачі з оборони захоплених територій у вкрай несприятливих умовах. В оборонних боях A6M2-N себе не виправдав, хоча часом і досягав певних успіхів.

## Оператори
Японська імперія
- Авіація імперського флоту Японії
  - Авіазагін Йокосука
  - Авіазагін Йокохама
  - Авіазагін Оцу
  - 5-ий авіазагін
  - 36-ий авіазагін
  - 452-ий авіазагін